# Napoleonville
Napoleonville es una villa ubicada en la parroquia de Assumption en el estado estadounidense de Luisiana. En el Censo de 2010 tenía una población de 660 habitantes y una densidad poblacional de 1.516,83 personas por km².

## Geografía
Napoleonville se encuentra ubicada en las coordenadas 29°56′18″N 91°1′35″O / 29.93833, -91.02639. Según la Oficina del Censo de los Estados Unidos, Napoleonville tiene una superficie total de 0.44 km², de la cual 0.44 km² corresponden a tierra firme y (0%) 0 km² es agua.

## Demografía
Según el censo de 2010, había 660 personas residiendo en Napoleonville. La densidad de población era de 1.516,83 hab./km². De los 660 habitantes, Napoleonville estaba compuesto por el 18.03% blancos, el 80.91% eran afroamericanos, el 0% eran amerindios, el 0% eran asiáticos, el 0% eran isleños del Pacífico, el 0.15% eran de otras razas y el 0.91% pertenecían a dos o más razas. Del total de la población el 0.15% eran hispanos o latinos de cualquier raza.